# Reimund Dietzen
Pour les articles homonymes, voir Dietzen.
Reimund Dietzen, né le 29 mai 1959 à Trèves, est un ancien coureur cycliste allemand. Il a été professionnel de 1982 à 1990. Sa carrière cycliste fut anéantie par une chute, dans un tunnel mal éclairé, lors de la 13e étape de la Vuelta 1989,. Il fut l'un des directeurs sportifs de l'équipe Gerolsteiner.

## Palmarès sur route

### Palmarès amateur
- 1979
  -  Champion d'Allemagne de l'Ouest de la montagne amateurs
- 1980
  - 2e du championnat d'Allemagne de l'Ouest de la montagne amateurs
- 1981
  -  Champion d'Allemagne de l'Ouest sur route amateurs
  -  Champion d'Allemagne de l'Ouest de la montagne amateurs
  - 5ea étape du Tour de Rhénanie-Palatinat (contre-la-montre)
  - 3e et 4e étapes du Grand Prix Guillaume Tell
  - 3e de Paris-Roubaix amateurs

### Palmarès professionnel
- 1982
  - Trophée Luis Puig
- 1983
  - Tour des Trois Provinces :
    - Classement général
    - 4e étape

  - Prologue de la Semaine catalane
  - 1re étape du Tour de Castille
  - 2e du championnat d'Allemagne de l'Ouest sur route
  - 3e de la Semaine catalane
  - 3e du Tour des vallées minières
  - 3e de la Classique de Saint-Sébastien
- 1984
  -  Champion d'Allemagne de l'Ouest sur route
  - 1re étape du Tour des Asturies
  - 12e étape du Tour d'Espagne
  - 2e de la Semaine catalane
  - 2e de la Classique de Saint-Sébastien
  - 3e du Tour d'Espagne
  - 3e de la Clásica a los Puertos
- 1985
  - Tour de Cantabrie :
    - Classement général
    - 2e étape

  - 2e du Tour des Asturies
  - 2e du Tour de Burgos
  - 3e du Tour de Galice
  - 7e du Tour d'Espagne
- 1986
  -  Champion d'Allemagne de l'Ouest sur route
  - 4ea étape du Tour de Murcie
  - 12e étape du Tour d'Espagne
  - 4eb étape du Tour d'Aragon (contre-la-montre)
  - Tour de Cantabrie :
    - Classement général
    - 3e étape

  - 4e du Tour d'Espagne
- 1987
  - Tour de La Rioja :
    - Classement général
    - Prologue

  - 2e du Tour d'Espagne
  - 2e de la Subida al Naranco
  - 3e du Tour d'Aragon
- 1988
  - Trophée Castille-et-León :
    - Classement général
    - 3e étape

  - 2e du Tour d'Espagne
  - 3e de la Subida al Naranco
- 1989
  - Classement général de la Semaine catalane
  - 9e étape du Tour d'Espagne

## Résultats sur les grands tours

### Tour d'Espagne
8 participations.
- 1982 : 40e
- 1983 : abandon (14e étape)
- 1984 : 3e, vainqueur de la 12e étape
- 1985 : 7e
- 1986 : 4e, vainqueur de la 12e étape
- 1987 : 2e,  leader durant 4 jours.
- 1988 : 2e
- 1989 : abandon sur chute (13e étape), vainqueur de la 9e étape

### Tour de France
5 participations.
- 1982 : abandon (2e étape)
- 1984 : 64e
- 1986 : abandon (13e étape)
- 1987 : 90e
- 1988 : 83e

## Palmarès en cyclo-cross
| - 1979-1980 - Champion d'Allemagne de l'Ouest de cyclo-cross amateurs - Cyclo-cross d'Igorre - 1980-1981 - Champion d'Allemagne de l'Ouest de cyclo-cross amateurs - 4e du championnat du monde de cyclo-cross - 1981-1982 - Grand Prix Möbel Alvisse, Leudelange - Grand Prix Jean Bausch, Mühlenbach - 2e du championnat d'Allemagne de l'Ouest de cyclo-cross - 5e du championnat du monde de cyclo-cross | - 1982-1983 - Grand Prix de la Commune de Contern, Contern - 1983-1984 - Champion d'Allemagne de l'Ouest de cyclo-cross - 9e du championnat du monde de cyclo-cross - 1984-1985 - Champion d'Allemagne de l'Ouest de cyclo-cross |  |

## Distinctions
- Cycliste allemand de l'année : 1981